# Concerto per flauto, arpa e orchestra (Mozart)
Il Concerto per flauto, arpa e orchestra K 299/297c fu composto a Parigi nell'aprile del 1778 da Wolfgang Amadeus Mozart appena ventiduenne.

## Storia
Lasciando Salisburgo nel 1777 per un viaggio che, attraverso Mannheim e Augusta, lo aveva portato a Parigi, Mozart sperava di trovare un'affermazione lavorativa oltre i confini austriaci. Nella capitale francese che lo aveva già accolto con interesse come bambino prodigio molti anni prima, questa volta incontrò più che altro indifferenza. Non gli mancarono comunque alcune commissioni, necessarie, così come le lezioni private, per potersi mantenere.
L'organico, insolito, del Concerto per flauto, arpa e orchestra era dovuto alla richiesta di Adrien-Louis de Bounières, conte di Guines, (spesso indicato erroneamente "duca di Guines") già ambasciatore francese in Gran Bretagna e valente flautista, e per sua figlia, arpista (a cui Mozart aveva anche dato lezioni di composizione). Le parti solistiche del Concerto, di media difficoltà, furono scritte da Mozart appositamente per il livello di esecuzione del conte e della figlia, musicisti dilettanti. Nonostante la cura con cui il musicista si dedicò alla composizione, creando un lavoro raffinato, degno dell'aristocratico committente, l'esito non fu però soddisfacente per Mozart che faticò anche molto nel cercare di ottenere il compenso pattuito (riuscì ad averne soltanto la metà) oltre a non ottenere i vantaggi successivi a cui aveva mirato.

## Struttura e analisi
1. Allegro (Do maggiore)
2. Andantino (Fa maggiore)
3. Rondò. Allegro (Do maggiore)

La composizione è in realtà un doppio concerto in cui l'arpa intrattiene un dialogo galante con il flauto (e con l'orchestra) dando vita a una serie di sonorità di rara bellezza. Mozart ha realizzato una vera "musica di società", destinata all'ambiente aristocratico francese per il tono elegante e mondano che lo caratterizza. Mettendo in disparte la sua antipatia per il flauto e la consapevolezza della debolezza dell'arpa nell'ambito di un concerto solistico, il musicista è riuscito a realizzare un piccolo capolavoro per il grande equilibrio raggiunto fra due strumenti molto diversi, l'uno adatto ad esecuzioni solistiche, l'altro destinato solitamente a funzioni di accompagnamento.

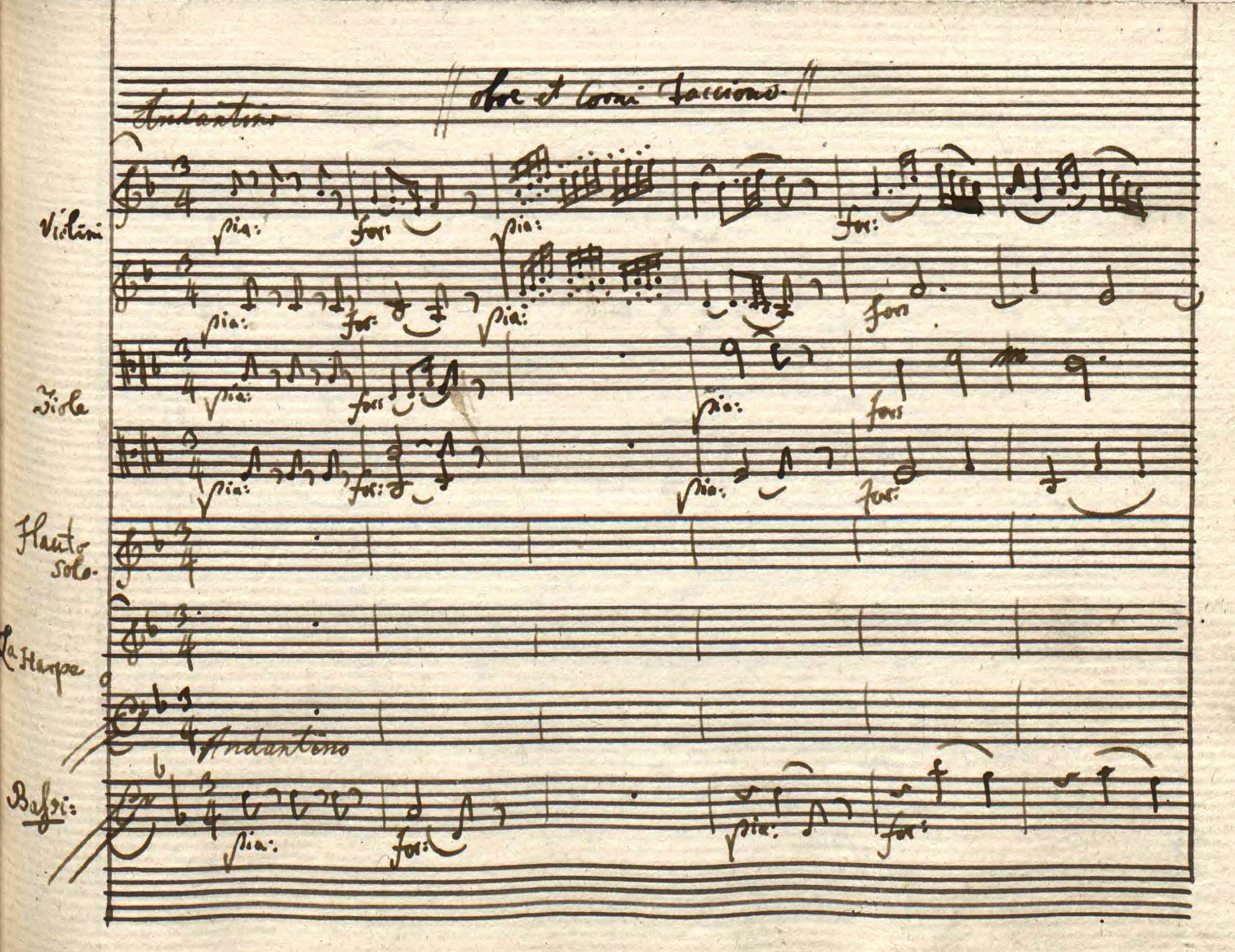
Manoscritto del secondo movimento Andantino

Nel primo movimento, Allegro, che inizia con un deciso arpeggio in Do maggiore, vengono subito evidenziate le diverse possibilità dei due strumenti solisti con le loro particolarità timbriche e tecniche; il flauto e l'arpa hanno una parte predominante, sempre accompagnati dall'orchestra di modeste dimensioni che non prevale mai sulle loro tenui sonorità. Il movimento centrale, Andantino, presenta l'orchestra priva di corni e oboi ("oboe et corni tacciono" scrive Mozart in partitura), ma che sfrutta al massimo il caldo e intenso timbro delle viole proposte nella divisione in due sezioni. Il dialogo fra i due strumenti è condotto in modo che a una frase del flauto l'arpa risponda sempre introducendo variazioni al motivo suggerito. Il movimento si propone e si sviluppa in continuità con estrema eleganza e leggerezza, arricchito da notevoli abbellimenti e molti passaggi suonati all'unisono. Il terzo e ultimo movimento, Rondò. Allegro, è di fatto in forma-sonata e in tempo di gavotta; il motivo principale, allegro e molto semplice, assume la funzione di ritornello, infatti lo si ritrova subito prima dello sviluppo e quindi alla conclusione del brano. L'atmosfera di dialogo elegante fra flauto e arpa è presente qui come in tutta la composizione; molte sono le idee tematiche presentate che arricchiscono una pagina scorrevole e piacevole. La cadenza dei due strumenti solisti è proposta subito prima dell'ultimo ritornello che porta alla conclusione.

## Organico
Flauto e arpa solisti. Orchestra composta da: due oboi, due corni, archi (violini primi e secondi; viole; violoncelli; contrabbassi)